# 포인팅-로버트슨 효과
포인팅-로버트슨 효과(Poynting–Robertson effect), 또는 포인팅-로버트슨 항력(Poynting–Robertson drag)은 존 헨리 포인팅과 하워드 P. 로버트슨의 이름을 딴 효과로, 항성을 공전하는 먼지 입자가 운동과 수직한 방향의 복사압을 받아 각운동량이 감소하는 작용을 가리킨다.
포인팅-로버트슨 효과가 일어나면 먼지 입자가 항성으로 나선을 그리며 낙하한다. 효과가 나타나려면 먼지 입자가 태양빛에 불려 날아가지 않을 정도로 커야 하지만, 또 너무 크면 효과 자체가 나타나지 않는다. 태양계에서는 먼지 입자의 크기가 1 μm ~ 1 mm 사이여야 효과가 나타나며, 큰 입자는 효과가 나타나기 전 다른 천체와 충돌해 없어진다고 추정된다.

## 역사
포인팅은 1903년 처음 에테르 이론에 근거하여 효과를 설명했으며, 1937년 로버트슨이 일반 상대성이론을 사용해 다시 설명하였다. 로버트슨은 먼지의 움직임을 점광원에서 복사하는 광선 속에서 고려하였는데, 이후 A. W. 게스가 구형 광원으로 다시 계산한 결과 광원에서 멀리 떨어진 경우 포인팅이 계산한 결과와 일치함을 밝혔다.

## 원인
포인팅-로버트슨 효과는 기준틀을 어떻게 설정하냐에 따라 두 방법으로 설명할 수 있다.

항성 S로부터의 복사광과 입자에서 방출되는 열복사를 (a) 입자와 함께 움직이는 관측자, (b) 항성에 대해 정지한 관측자로부터 각각 관측한 모습.

항성을 공전하는 먼지 입자의 관점에서는, 광행차로 인해 별의 빛이 약간 앞쪽에서 오는 것으로 보인다. 따라서 별빛의 복사압으로 발생하는 힘이 먼지의 운동 방향과 반대 방향으로 작용하게 된다. 먼지가 움직이는 속도가 빛의 속력보다 지극히 작기 때문에, 광행차로 생기는 각도 차이는 매우 작다.
항성의 관점에서는, 먼지는 복사광을 고루 흡수하므로 이로 인한 각운동량 변화는 생기지 않는다. 하지만 먼지의 관점에서는 등방성을 갖던 먼지 자체의 열복사가 항성 관점에서는 비등방성을 가지며, 이로 인해 먼지의 각운동량을 광자가 가져가 감소하게 된다.
결과적으로 포인팅-로버트슨 효과는 운동 방향에 반대되는 힘이 작용해 각운동량이 감소하는 것으로, 먼지는 서서히 항성으로 나선을 그리며 떨어지고 공전 속도는 증가하게 된다.
포인팅-로버트슨 힘은 다음과 같다.
{\displaystyle F_{\rm {PR}}={\frac {v}{c^{2}}}W={\frac {r^{2}L_{\rm {s}}}{4c^{2}}}{\sqrt {\frac {GM_{\rm {s}}}{R^{5}}}}}
여기서 {\displaystyle v}는 먼지의 속도, {\displaystyle c}는 빛의 속력, {\displaystyle W}는 들어오는 복사광의 일률, {\displaystyle r}은 먼지의 반지름, {\displaystyle G}는 중력 상수, {\displaystyle M}는 항성의 질량, {\displaystyle L_{\rm {s}}}는 항성의 광도, {\displaystyle R}은 먼지의 궤도 반지름이다.

## 다른 힘과의 관련성
포인팅-로버트슨 효과는 작은 물체에서 더 두드러진다. 중력은 {\displaystyle r^{3}}에 비례하지만 먼지가 흡수 및 방출하는 복사광은 {\displaystyle r^{2}}에 비례하므로, 크기가 커질수록 중력의 효과가 더 커지기 때문에 큰 물체에서는 이 효과를 무시할 수 있다. 또한 중력은 {\displaystyle {\frac {1}{R^{2}}}}에 비례하지만 포인팅-로버트슨 효과는 {\displaystyle {\frac {1}{R^{2.5}}}}에 비례하므로, 항성에 가까워질수록 효과가 커진다. 이로 인해 효과를 받는 먼지는 궤도 근점에서 감속 효과가 더 커져 궤도 이심률이 감소하는 경향을 보인다.
입자의 크기가 커질수록 표면 온도가 완벽하게 균일하지 못하고, 입자의 기준틀에서도 입자의 복사가 등방성을 갖지 못한다. 만약 입자가 천천히 회전한다면 복사광으로 인해 입자의 각운동량은 커질 수도, 작아질 수도 있다.
복사압이 먼지에 작용하는 중력의 유효력에 영향을 주는데, 작은 입자일수록 복사압이 상대적으로 커 항성에서 먼 쪽으로 불어 내보낸다. 이 효과는 먼지에 작용하는 복사압과 중력 사이의 비율인, 무차원 먼지 변수 {\displaystyle \beta }로서 나타내진다.
{\displaystyle \beta ={F_{\rm {r}} \over F_{\rm {g}}}={3LQ_{\rm {PR}} \over {16\pi GMc\rho s}}}
여기서 {\displaystyle Q_{\rm {PR}}}은 미 산란 계수, {\displaystyle \rho }은 밀도, {\displaystyle s}는 먼지 입자의 크기(반지름)이다.

### 먼지의 궤도에 가해지는 영향
{\displaystyle \beta \geq 0.5} 이상인 입자는 복사압이 중력의 최소 반 이상으로, 결국 쌍곡선 궤도를 타고 태양계를 탈출한다. 먼지가 암석질이라면 이 크기는 약 1 μm 이하에 해당한다.
{\displaystyle 0.1<\beta <0.5}인 입자는 크기와 최초 속도에 따라 안쪽으로도, 바깥쪽으로도 나선으로 움직일 수 있으며, 보통 타원 궤도에 남으려는 경향을 보인다.
{\displaystyle \beta \approx 0.1}인 입자는 1 AU 거리에서 태양으로 낙하하는 데 약 10,000년이 걸린다. 이 경우 낙하 시간과 입자의 크기 둘 모두 {\displaystyle {1 \over \beta }}에 비례한다.
태양의 바깥층이 감속되는 원리도 이와 같은 효과일 가능성이 제기되었다.

## 같이 보기
- 복사압
- 야르콥스키 효과

### 참고 자료
- Poynting, J. H. (1904). “Radiation in the Solar System: its Effect on Temperature and its Pressure on Small Bodies”. 《Philosophical Transactions of the Royal Society of London A》 (Royal Society of London) 202 (346–358): 525–552. Bibcode:1904RSPTA.202..525P. doi:10.1098/rsta.1904.0012.

- Poynting, J. H. (November 1903). “Radiation in the solar system: its Effect on Temperature and its Pressure on Small Bodies”. 《Monthly Notices of the Royal Astronomical Society》 (Royal Astronomical Society) 64 (Appendix): 1a–5a. Bibcode:1903MNRAS..64A...1P. doi:10.1093/mnras/64.1.1a. (Abstract of Philosophical Transactions paper)

- Robertson, H. P. (April 1937). “Dynamical effects of radiation in the solar system”. 《Monthly Notices of the Royal Astronomical Society》 (Royal Astronomical Society) 97 (6): 423–438. Bibcode:1937MNRAS..97..423R. doi:10.1093/mnras/97.6.423.